# Братья Габидуллины
Фарит Габдулхаевич Габидуллин (род. 5 декабря 1972, Челябинск, Челябинская область, РСФСР, СССР) и Тимур Габдулхаевич Габидуллин (5 декабря 1972, Челябинск, Челябинская область, РСФСР, СССР — 2001, Россия) — братья-близнецы, совершившие серию из не менее 10 убийств, в том числе сопряжённых с изнасилованиями, в период с 1992 по 2000 год на территории Челябинской области. В 2001 году Фарит Габидуллин был приговорён к пожизненному лишению свободы, Тимур Габидуллин приговорён к 25 годам лишения свободы и после вынесения приговора покончил с собой. Местные СМИ приписывали им 173 убийства.

## Биография

### Детство и юность
Фарит и его брат-близнец Тимур Габидуллины родились 5 декабря 1972 года в Челябинске. Детство и юность братья провели в социально неблагополучной обстановке. Оба родителя Габидуллиных страдали алкогольной зависимостью. Их отец Габдулхай Габидуллин неоднократно сталкивался с системой уголовного правосудия. Незадолго до рождения сыновей он был в очередной раз осуждён и на момент их появления на свет находился в местах лишения свободы. Мать Фарита и Тимура вела маргинальный образ жизни, в 1975 году она бросила детей, ушла из дома и начала вести бродяжнический образ жизни, вследствие чего воспитанием братьев все последующие годы занималась их бабушка. Уже в раннем детстве Фарит и Тимур начали демонстрировать признаки умственной отсталости. На основании результатов медицинской экспертизы у них была диагностирована задержка психического развития, благодаря чему братья были признаны неспособными к общей обучаемости и школьные годы провели в коррекционном классе для детей с задержкой психического развития. Фарит и Тимур не испытывали интереса к учебному процессу, вследствие чего в школьные годы злоупотребляли хроническими прогулами, проявляли признаки антисоциальности и состояли в конфликте со своей бабушкой. Большую часть своего свободного времени Фарит и Тимур проводили на улицах города и на одном из кладбищ Челябинска, где они занимались вандализмом, разрушая памятники и оскверняя захоронения. После окончания 8 классов братья поступили в одно из ПТУ Челябинска, где учились на плотников. Из-за проблем со здоровьем в 1991 году Фарит и Тимур были освобождены от службы в армии. В начале 1990-х годов братья устроились на один завод Челябинска, где проработали 1 год, после чего устроились грузчиками на одно из предприятий города, но вскоре были уволены из-за совершения систематических краж. После смерти бабушки братья Габидуллины проживали со своим отцом, совместно употребляя алкогольные напитки.

### Предполагаемые убийства
Фарит утверждал, что первой их с братом жертвой стала девушка с мольбертом в 1989 году. Ее они выследили у ворот психиатрической клиники, после чего проследовали за ней в парк, где совершили на нее нападение, в ходе которого зарезали. В том же году они якобы совершили убийство девушки по имени Света у пионерлагеря «Дружба». В 1990 году Фарит якобы задушил одноклассницу. В 1991 или 1992 году они с братом у ворот психиатрической больницы встретили девушку с пакетом, которая попросила их помочь ей, однако они завели ее в безлюдную местность, где якобы забили до смерти. Также они утверждали, что в том же году зарезали девушку по имени Люда возле санатория «Изумруд». Возле санатория было обнаружены скелетированные останки девушки с косой, однако ее личность не была установлена. Летом 1992 года, согласно показаниям Габидуллиных, они убили девушку по имени Лена, с которой познакомились в психиатрической клинике, и девушку по имени Надя, которую задушили у Голубого карьера возле завода «АМЗ». Следующей предполагаемой жертвой Фарита стал некий Анатолий, Фарит утверждал, что убил его, а от тела избавился с помощью брата Тимура. Следующими жертвами братьев могли стать еще около 8 мужчин, однако обстоятельства убийств они вспомнить не смогли. Ещё одной предполагаемой жертвой братьев, согласно показаниям Фарита, стала их мать, которую он убил в 1996 году. Мать Габидуллиных действительно пропала без вести в 1996 году после освобождения из тюрьмы Фарита. В дальнейшие годы ее местоположение, как и местонахождение ее останков, так и не было найдено. По версии следствия, братья Габидуллины действительно причастны к исчезновению своей матери, однако в ходе допроса они не смогли вспомнить место, где якобы закопали ее труп. В дальнейшем Фарит и Тимур дали показания по другим эпизодам, однако вскоре начались путаться в своих историях, теряли связь и пересказывали одни и те же события в разных версиях, порой отказываясь от своих же слов. Тимур Габидуллин утверждал, что лично убил как минимум 7 человек, однако доказательств этому не нашлось. В конечном итоге доказать удалось всего лишь несколько убийств, по которым следствие смогло собрать очевидные доказательства причастности к этому братьев Габидуллиных.

### Доказанные убийства

#### Убийства в 1992—1993 годах
Первой доказанной жертвой Габидуллиных стал 46-летний житель Челябинска по фамилии Мусницкий. Он несколько раз был судим, нигде не работал и вел бродяжнический образ жизни. 30 декабря 1992 года Мусницкий проводил время среди бездомных и наркоманов с целью найти алкогольные напитки. Днем он находился в квартире знакомой женщины, после чего был замечен на одном из вокзалов Челябинска. На вокзале Мусницкий зашел в общественный туалет, где на него совершил нападение Фарит Габидуллин. Угрожая ножом Мусницкому, Габидуллин совершил в отношении него действия сексуального характера, после чего зарезал. Фарит Габидуллин отобрал у Мусницкого меховую шапку, искусственную шубу и кольцо.
Второй доказанной жертвой братьев стал их знакомый по фамилии Молчанов, который страдал алкогольной зависимостью. 16 января 1993 года Фарит встретился со своим знакомым по фамилии Дмитриев у магазина «Черный кофе». Купив две бутылки водки, они встретили Молчанова, после чего забрались в будку «Ремонт колес», где некоторое время выпивали и разговаривали. В какой-то момент, Габидуллин попросил Молчанова выйти на улицу, где между ними произошла ссора, в ходе которой Фарит убил мужчину.

Из показаний Фарита Габидуллина в 2000 году:
Я вышел с Молчановым на улицу. Хотел взять у него деньги и золотую печатку. Ударил его металлической монтировкой по шее. Он вытащил нож и стал защищаться. У меня в кармане тоже был нож, я его ударил. Потом узнал, что парень умер и меня ищет милиция.
В мае 1993 года Фарит Габидуллин совершил нападение на свою родную мать. После того, как женщина ушла из семьи в 1975 году, она проживала в селе Лыськово Октябрьского района Челябинска. Во время встречи с матерью Фарит начал оскорблять ее и будучи в состоянии алкогольного опьянения совершил на нее нападение, ударив ее ножом в область живота, однако ранение оказалось не смертельным. Женщина убежала к соседям, которые позвонили в милицию. После ареста Фарит Габидуллин заявил, что мать сама кинулась на него с ножом, а он нанес ей удар в ходе самообороны. Во время судебно-психиатрической экспертизы Габидуллин был признан вменяемым, несмотря на то, что у него были диагностированы легкая степень олигофрении и алкоголизм.
В этот период Фарит Габидуллин неожиданно признался в совершении убийства Молчанова, однако следователь по фамилии Марцениус по каким-то причинам не приобщил показания Габидуллина к делопроизводству по убийству Молчанова. Впоследствии, после разоблачения братьев Габидуллиных в совершении серийных убийств, Марцениус был привлечен к уголовной ответственности по обвинению в недобросовестном выполнении служебных обязанностей и халатности.

#### Тюремный срок Фарита Габидуллина (1994—1996)
В 1994 году Фарит Габидуллин был осужден по обвинению в нападении на мать. В качестве уголовного наказания он получил 3 года лишения свободы, по отбытии которых в 1996 году вернулся в Челябинск. Во время отбытия Фаритом тюремного заключения его брат Тимур уехал к родственникам на территорию Курганской области, где работал в сфере сельского хозяйства. Узнав об освобождении Фарита, Тимур покинул Курганскую область и также вернулся в Челябинск. Впоследствии Тимур Габидуллин утверждал, что на территории Курганской области в период с 1993 по 1996 год убил пару мужчин, а тела закопал, но не смог вспомнить места захоронения тел убитых.

#### Убийства в 1997—2000 годах
В 1997 году жертвой братьев стал пенсионер из Казахстана по фамилии Камкин. Он ехал в Нижний Новгород со станции Тобол. В поезде Камкин сильно напился, стал демонстрировать агрессивное поведение, после чего был высажен на станции в Челябинске. Выйдя со станции он зашел в кафе, выпил водки, после чего был задержан милицией и оказался в вытрезвителе. На выходе из него он встретил Фарита и Тимура Габидуллиных, которые предложили ему провести время за совместным распитием алкогольных напитков, на что Камкин ответил согласием. Фарит привел его и брата на пустырь, расположенный неподалеку от вокзала, после чего удостоверившись в отсутствии свидетелей, ударил Камкина камнем сзади по голове. Габидуллины впоследствии вспоминали, что 61-летний Камкин, будучи крепким мужчиной и обладавший ростом 180 сантиметров дал им ожесточенный отпор, в ходе которого сильно ударил Тимура ударом кулака в лицо, а Фарита с помощью захвата швырнул в кусты и разорвал ему куртку. Однако в ходе слаженных действий, братьям в конечном итоге удалось вдвоем подавить сопротивление Камкина, после чего они забили его до смерти. После убийства мужчины, преступники произвели над его телом постмортальные манипуляции, в ходе которых спустили ему штаны и нижнее белье до уровня колен и повредили половые органы.
15 сентября 1998 года Фарит и Тимур Габидуллины убили 12-летнюю Надю Мальчикову. Девочка жила с бабушкой и дедушкой в поселке Шершневский карьер. Отец Мальчиковой ушел из семьи, а мама нашла себе другого мужчину. Девочка тяжело воспринимала расставание родителей, была замкнутой и необщительной, тяжело находила общий язык со сверстниками. Тем не менее, она прилежно училась в школе № 40, возле городского бора, через который ходила ежедневно по узкой тропинке на школьные занятия. Заметив девочку на территории одного из парков города, Фарит начал склонять её к интимной близости, но девочка оказала сопротивление, после чего Фарит разорвал на ней одежду и нанёс несколько неглубоких порезов с помощью ножа. На предварительном следствии Габидуллин признался, что пытался изнасиловать школьницу, но из-за вида её крови испытывал проблемы с потенцией, после чего в течение последующих четырёх часов подвергал её пыткам, в ходе которых избивал её и подвергал сексуальному насилию с помощью подручных средств, среди которых были сухие ветки, кусок железной проволоки, рукоятка ножа и ржавый ручной насос. После того как девочка потеряла сознание, Фарит перетащил тело ребёнка на муравейник и поджёг его, в результате чего девочка скончалась.
В 2000 году Фарит и Тимур Габидуллины совершили двойное убийство. Их жертвами стали проститутки, которые работали в одной из гостиниц Челябинска. Встретив девушек возле Митрофановского кладбища, Фарит предложил девушкам вступить с ними в половую связь, но они отказались, после чего Габидуллины затащили их на кладбище, избили, изнасиловали и забили до смерти. Показания Фарита и Тимура Габидуллиных на этот раз были полностью подтверждены. В указанном им месте на кладбище действительно было обнаружено два женских трупа, однако из-за сильной степени разложения тел,  личности убитых женщин так и не были установлены.
Последнее убийство было совершено 14 июня 2000 года. Сообщником братьев в совершении этого убийства оказался бездомный по имени Салават Биктимиров. После совместного употребления алкогольных напитков, троица встретила на перроне железнодорожного вокзала 22-летнюю Наталью Александрову. Как и братья Габидуллины, Александрова страдала психическим расстройством и являлась инвалидом второй группы по психиатрии. Около 10 вечера к Наталье подошла пьяная троица. Согласно показаниям Биктимирова, в ходе знакомства с девушкой он предложил ей заняться с ним сексом, на что она ответила якобы согласием. После этого братья Габидуллины уговорили Наталью вступить в половую связь с ними по очереди, на что она тоже якобы ответила согласием. В какой-то момент, согласно показаниям Габидуллиных, между Биктимировым и Натальей Александровой произошла ссора, в ходе которой он ей заявил, что Наталья своей близостью с близнецами унизила его, после чего он обрезком стальной трубы нанес ей несколько ударов по голове. Показания Габидуллиных и Биктимирова следствием были подвергнуты сомнению. По версии следствия, преступники совершили нападение на Александрову, в ходе которого подвергли ее групповому изнасилованию, после чего жестоко убили.

### Арест, следствие и суд
В сентябре 2000 года сотрудники уголовного розыска линейного отдела внутренних дел на станции Челябинск задержали Фарита и Тимура Габидуллиных по подозрению в изнасиловании и убийстве 22-летней девушки. Во время допроса близнецы дали признательные показания о том, что прямо между путями изнасиловали, а потом зверски убили свою жертву. Во время последующих допросов братья признались в совершении 30 преступлений, однако большая часть их показаний была подвергнута сомнению из-за отсутствия тел убитых, чаще из-за отсутствия доказательств их причастности.
Большинство трупов убитых, по словам братьев, были закопаны ими на Митрофановском кладбище недалеко от Автомеханического завода. На одном из следственных экспериментов Фарит Габидуллин указал место захоронения. В ходе эксгумационных работ сотрудники правоохранительных органов выкопали яму глубиной 3 метра 60 сантиметров и шириной 7 метров, в которой было обнаружено более 100 человеческих черепов и несколько сотен костных фрагментов человеческих скелетов. В ходе судебно-медицинской экспертизы было установлено, что смерть людей, чьи останки были обнаружены в яме, наступила от черепно-мозговых травм или огнестрельных ранений. Результаты экспертизы установили, что часть останков, найденных на кладбище, были захоронены ещё в 1920-х годах, и люди, вероятно, являлись жертвами «Красного террора», проводившегося большевиками в ходе Гражданской войны в России (1917—1924) против социальных групп, провозглашённых классовыми врагами, а также против лиц, обвинявшихся в контрреволюционной деятельности. Но значительная часть черепов и фрагментов человеческих скелетов принадлежали людям, смерть которых наступила в 1990-х годах, благодаря чему, по версии следствия, Фарит и Тимур Габидуллины несли ответственность за убийство нескольких десятков человек.
Настоящее количество жертв братьев Габидуллиных осталось неизвестным. В конечном итоге на основании результатов судебно-криминалистических экспертиз была доказана причастность братьев к совершению 10 убийств. На судебном процессе братья отказались от своих первоначальных признательных показаний и не признали себя виновными ни по одному из пунктов обвинения. Однако 11 октября 2001 года Челябинским областным судом Фарит Габидуллин был признан виновным в совершении 8 убийств и получил в качестве уголовного наказания пожизненное лишение свободы. Его брат Тимур был признан виновным в совершении 2 убийств. Суд постановил, что роль Тимура в организации и планировании убийств была незначительна, благодаря чему он получил снисхождение от суда и был приговорён к 25 годам лишения свободы.

### В заключении
После вынесения приговора Тимур Габидуллин покончил с собой. Это произошло в конце 2001 года при его этапировании в колонию строгого режима.
Фарит Габидуллин был этапирован для отбытия наказания в колонию «Чёрный дельфин». Отбыв в заключении почти 20 лет, в мае 2021 года 49-летний Фарит связался с прокуратурой Челябинской области и дал признательные показания в совершении ещё одного убийства. Согласно утверждениям Габидуллина, в 2002 году он совершил нападение на мужчину в туалете железнодорожной станции города Златоуст (Челябинская область), в ходе которого мужчина был убит ударами ножа в область груди и живота. Показания Габидуллина, как и состояние его психического здоровья, были подвергнуты сомнениям, так как Габидуллин в 2002 году уже находился на территории исправительной колонии и был арестован за два года до совершения предполагаемого убийства.

## В массовой культуре
- Документальный фильм «Дело о лисьей шубе» из цикла «Охота на маньяка» (2025)[5]